# Escola Quanzhen
L' Escola Quanzhen, Quanzhen Dao (全真道), la Via de la integritat de l'autèntic o Via de la perfecta integritat és, amb Zhengyi Dao, una de les dues escoles taoistes més importants nascudes al final de la dinastia Song i la primera de la Xina popular. El patrocini dels emperadors Jin, de Gengis Khan –fundador de la dinastia Yuan– i dels seus successors va jugar un gran paper en la seva prosperitat, situació que va aprofitar al conjunt del taoisme. Malgrat l'ocàs de la seva potència institucional a partir de la segona meitat de la dinastia mongol, aquest corrent d'alquímia interna ha subsistit fins al  XXI. Tenia una bona reputació per a la seva ascesi (neidan), era fortament monacal però acollia als llecs, i era més proselitista que esotèrica. Mitjançant la via Xiantiandao, nascuda al començament del segle XVIII, Quanzhen ha influït en la majoria dels nous corrents religiosos xinesos.
Els principals temples Quanzhen a la Xina són el Temple dels Núvols Blancs de Pequín, el Temple del Yang Pur al Shanxi i el Temple de Chongyang al Shaanxi.

## La fundació
L'escola va ser fundada per Wang Chongyang (王重陽) lletrat nascut l'any 1112 o 1113 en el si d'una família de la zona de Xianyang, a Shaanxi. Després d'una decepció en els exàmens imperials, va acabar per consagrar-se totalment a la pràctica taoista. L'any 1159 i 1160, deia que havia trobat a la vila de Ganhe (甘河) els immortals Lü Dongbin i Zhongli Quan que li haurien ensenyat fórmules alquímiques. Després d'un període en el que va viure com un «ermità boig» sobre el mont Zhongnan (終南山) a prop de la capital, finalment va marxar l'any 1167 a Shandong on va conèixer un home ric, Ma Congyi (馬從義) que esdevindrà el seu ajudant sota el nom de Ma Yu (馬鈺); la seva dona, Sun Bu'er (孫不二) esdevindrà igualment la seva deixebla. Posteriorment, s'incorporaran Tan Chuduan (譚處端), Qiu Chuji (丘處機), Liu Chuxuan (劉處玄) Wang Chuyi (王處一) i Hao Datong (郝大同).
Aquests set primers deixebles, divinitzats, són coneguts com els Set Realitzats del Nord (beiqizhen 北七真). Al començament del segle XIII seran designats com els Cinc Patriarques del Nord (beiwuzu 北五祖) : l'immortal Donghua (東華帝君) assimilat a Wang Xuanfu (王玄甫), Zhongli Quan, Lü Dongbin, Liu Haichan, Wang Chongyang).
Poc després d'instal·lar-se a casa de Ma Yu, la predicació de Wang Chongyang començà a tenir èxit. En menys d'un any, s'havien organitzat cinc congregacions dels «Tres Ensenyaments»: Les Set Joies (三教七寶會), La Flor de Jade (三教玉華會), El Lotus d'Or (三教金蓮會), Les Tres Llums (三教三光會) i la Igualtat dels Tres Ensenyaments (三教平等會). El terme "Tres Ensenyaments" (taoisme, budisme i confucianisme) reflecteix l'ambiciós sincretisme de Quanzhen, típic de l'època. La seva existència manifesta una de les característiques de Quanzhen; preferia un àmplia difusió dels ensenyaments, amb els corresponents llecs, a la transmissió esotèrica amb un nombre molt limitat de deixebles, habitual en els alquimistes 

## El pensament de Wang Chongyang

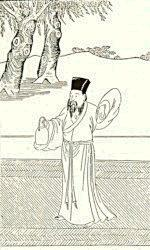
Wang Chongyang, fundador de l'Escola Quanzhen

El pensament de Wang Chongyang fa una síntesi de les tres grans doctrines xineses; reuneix el li (理, el principi suprem del neoconfucianisme), el xing (性, la naturalesa autèntica del budisme Chan) i el ming (命, la vida eterna del taoisme). Entre els seus textos de referència hi ha el Clàssic de la pietat filial (孝經 Xiao Jing) i el Sutra del diamant.
Preconitzava una vida extremadament frugal i ascètica, i imposà el celibat i el vegetarianisme, segons una regla inspirada en l'escola Chan. L'objectiu de la vida monàstica quedava tanmateix dins del taoisme, ja que es tractava més en assolir la immortalitat a partir d'un treball alquímic sobre el cos que en seguir el cicle dels renaixements. Per això, calia evitar qualsevol malbaratament del txi, de l'energia corporal; i, la més important, la pèrdua de líquid seminal, o de sang en el cas de les dones. Calia doncs abstenir-se de tota relació sexual, limitar les pol·lucions nocturnes, esforçar-se en fer desaparèixer les menstruacions, la qual cosa implicava severes restriccions alimentàries i del dormir.

## Auge
A la mort de Wang Chongyang, Ma Yu el va succeir. L'escola va estendre les seves activitats al Shandong, a Hebei, a Shaanxi i a Henan, promovent l'ascesi preconitzada pel seu fundador. Va atreure adeptes, però va topar amb l'hostilitat de les autoritats. Ma Yu finalment va retornar al seu país d'origen, i cedí la direcció a Tan Chuduan, Liu Changsheng i Qiu Chuji, que es van anar succeint com a caps de la branca principal des de 1187 a 1227. Malgrat algunes dificultats en la dècada del 1190 on va quedar bandejada durant un temps, les relacions amb els poders locals i central van millorar. Diversos monestirs van aparèixer al Shandong, centre del seu domini d'influència. El seu renom aconseguí cridar l'atenció dels emperadors Jin, que van convidar Wang Chuyi a la cort tres vegades (1187, 1201, 1203); Qiu Chuji hi va anar l'any 1188. L'any 1197, per a fer caixa, l'administració imperial va posar en venda els certificats de monjo i les autoritzacions d'obertura de monestir. Quanzhen en va poder comprar i el nombre dels seus establiments va augmentar. L'escola creà una xarxa pròpia d'establiments independents dels temples privats ja existent, aconseguint un reclutament de membres més ampli.
L'any 1219, Qiu Chuji, ja gran, va rebre una invitació de Gengis Khan, que havia conquerit Yanjing (Pequín) feia 4 anys. La carta, amb data del 15 de maig de 1219, s'ha conservat. Qiu Chuji va anar cap a Yanjing el febrer de 1220 amb divuit deixebles. Quan va arribar a la ciutat va saber que el kan havia marxat en una expedició a l'Àsia central. Després d'un any d'estada a la ciutat, va anar a trobar al kan al nord de l'Afganistan, a prop de la Hindu Kush. El kan li va mostrar un gran respecte, i el nomenà «immortal». Va fer-lo responsable de les religions per a tota la Xina i va eximir tots els seus mestres d'impostos i tasques. Qiu Chuji va rebre una donació de part dels jardins imperials de Pequín i del monestir del Fet Suprem (太極觀) on es trobava.
La llegenda popular va convertir Qiu Chuji en un heroi i un patriota, ja que creien que va convèncer Gengis Khan d'aturar les seves massacres i ser més clement amb els hans. El seu periple ha quedat recollit a Viatge a Occident de l'immortal Changchun. De tornada a Pequín l'any 1224 es va instal·lar al monestir que l'emperador mongol li havia donat. Com que estava en runes, Qiu Chuji i els seus deixebles van fer una campanya de recollida de fons per a rehabilitar-ho; va esdevenir el temple de la Primavera Eterna (長春宮). A la seva mort, l'any 1227, va ser enterrat al seu jardí. Sobre la seva tomba es va construir un oratori en memòria seva, el Chushuntang (處順堂). Després de la destrucció del temple de la Primavera Eterna durant la presa de poder dels Ming, l'emperador Chengzu farà construir a la plaça el monestir dels Núvols Blancs (白雲觀) i integrarà l'oratori rebatejat com a sala del Patriarca Qiu (邱祖殿).

## Apogeu
Durant la dècada del 1260, Quanzhen va arribar al seu apogeu i es va mantenir fins a l'any 1368 amb Yin Zhiping (尹志平) i Li Zhichang (李志常) com a caps. A començaments del segle XIV disposava d'uns 4.000 establiments al nord del país. L'any 1269 i l'any 1310, els Cinc Patriarques i els Set Realitzats van rebre el reconeixement de l'emperador.
Els seu reconeixement quedava palès en aspectes com que els mestres Quanzhen eren els encarregats dels afers religiosos i fins i tot de l'Acadèmia Imperial Confuciana. Entre els taoistes famosos d'aquesta època cal destacar Wang Zhijin (王志謹) –deixebla de Hao Datong i després de Qiu Chuji, futur fundador de la branca Panshan (盤山派)–, i Li Daochun (李道純), de l'escola Zhong (中派) independent, però que s'havia unit a l'escola.

## Ocàs polític
A mitjans del període de la dinastia Yuan, la potència de l'escola va començar a generar-li problemes. L'administració imperial en desconfiava, altres escoles i corrents, especialment budistes, protestaven contra la seva posició privilegiada. També alguns mestres va ser corruptes, engolits per la prosperitat i el poder. Paral·lelament, l'Escola Zhengyi, especialitzada en talismans, rituals i exorcismes, va veure créixer el seu àmbit d'influència.
Quanzhen va perdre entre 1250 i 1260 una disputa compromesa amb els budistes al voltant de l'obra La conversió dels Bàrbars per Lao Zi. Aquesta obra, composta al segle III per un membre de l'Escola dels Mestres Celestials, relatava com Laozi, després d'anar cap a l'Oest, havia esdevingut el Buda. De manera regular, els taoistes feien propaganda antibudista, i havien fet addicions contínues; sota els Yuan l'obra arribava als deu fascicles. L'any 1281, Shizu, descontent per derrotes militars, va posar en dubte l'eficàcia de les seves proteccions religioses i va ordenar la destrucció de l'obra Daozang.
Sota els Qing l'escola va conèixer una recuperació del prestigi públic gràcies a Wang Changyue, setè patriarca de la branca Longmen, atribuïda a Qiu Chuji. A partir de 1656, va predicar amb èxit al Temple del Núvol Blanc. A finals de la dinastia, la disminució generalitzada del suport públic al taoisme va afavorir la multiplicació de les petites branques, en particular d'origen llec. Algunes, com el corrent Xiantiandao, van evolucionar en noves religions.

## Branques
Moltes escoles taoistes han reclamat i reclamen formar part de l'Escola Quanzhen. Les principals branques pretenen relacionar-se amb els hereus de Wang Chongyang.
- La meva Danyang (Ma Yu) : Yuxian "Reencontre dels immortals" 遇仙.॥॥
- Tan Chuduan : Nanwu 南無.॥॥
- Liu Chuxuan : Suishan "Mont Sui" 隨山.॥॥
- Qiu Chuji, Longmen 龍門 o "Portes del drac", la més important
- Wang Yuyang :Yushan "Mont Yu" 崳山.॥॥
- Hao Datong : Huashan "Mont Hua" 華山.॥॥
- Sun Bu’er : Qingjing "Puresa i tranquil·litat" 清靜.॥॥

Al començament del segle XVIII, va néixer el moviment Xiantiandao, fundat per Huang Dehui (黃德輝) que reclamava formar part de Quanzhen. L'escola, doncs, ha influït en la majoria dels nous corrents religiosos sincretistes apareguts a la Xina i a Taïwan entre finals del segle XIX i finals del XX, com Ikuan Tao.

## Textos i compilació del cànon
Els textos emanant de l'Escola Quanzhen pròpiament dita són sobretot de naturalesa pedagògica, poemes, hagiografies i comentaris. Contenen poques revelacions o especulacions, a diferència dels textos del corrent anomenat "Quanzhen del Sud", del qual el Wuzhenpian (悟真篇) de Zhang Boduan, en particular, esdevindrà una referència per al conjunt del corrent.
Una de les contribucions importants de l'escola al conjunt del taoisme és la reconstitució del cànon, el Daozang. En efecte, el de l'època dels Song era incomplet i el de l'època Jin s'havia cremat l'any 1191 durant uns disturbis. L'any 1224, a la tornada del seu viatge a l'Àsia central, Qiu Chuji va fer l'encàrrec a Song Defang (宋德方) de reconstruir el cànon. El conjunt comprenia més de 7.800 rotllos. Foren publicats l'any 1244, però foren cremats l'any 1281 per ordre de Kubilai Khan. Però, tanmateix, va contribuir al recull i a la transmissió de l'herència taoista. Molts textos Quanzhen continguts en el cànon actual no havien format part de l'edició del segle XIII. Els cànons dels Jin i dels Yuan són coneguts amb el nom de Xuandu (玄都寶藏, "Ciutat del misteri").

## Quanzhen en el folklore del kung fu
Com totes les escoles taoistes d'una certa importància, la de Quanzhen participa de l'univers del kung fu. L'escola és present en el folklore de les arts marcials, particularment a través dels textos populars de Jin Yong, i els films i sèries televisades que se'n deriven. L'Escola Quanzhen ocupa en aquestes obres la posició poc envejable d'una secta inferior que busca sempre problemes amb els veritables herois; els set deixebles i Yin Zhiping són descrits com un dia desenfrenat. El novel·lista Ni Kuang, amic de Jin Yong, hauria resumit així la situació : «A part de Wang Chongyang, tots els deixebles Quanzhen són idiotes». A l'obra de Jin Yong i en les seves adaptacions, la vida del fundador de l'escola barreja detalls històrics reals i inventats. El presenta com un patriota i el tracta amb més consideració que a la resta Quanzhen. Tanmateix, tot i que és probable que Wang Chongyang hagués rebut un entrenament en arts marcials, aquesta no era la seva especialitat, i no es va implicar mai en política. D'altra banda, en un total decalatge amb el seu ideal ascètic, Jin Yong li inventa una història d'amor amb una heroïna, Lin Chaoyin.